# 第3師管
第3師管（だいさんしかん）は、1873年から1940年まであった日本陸軍の管区である。1888年以前は鎮台制の師管、以後は師団制の師管で、制度・地域とも別のものである。
1885年までは新潟県と関東地方北西部を範囲とし、第1軍管の下にあった。対応した部隊は東京鎮台の歩兵第3連隊である。1885年からは東京鎮台の歩兵第3旅団が管轄した。1888年からは第3師団の管轄地となり、1896年までは甲信越を除く中部地方、1896年以後は東海地方を中心にした数県にまたがった。
1940年に名古屋師管に改称した。

## 鎮台制の第3師管

### 現在の新潟県と群馬県の全域・栃木県西部・長野県北部。歩兵第3連隊 (1873 - 1883)
はじめて師管が置かれたのは、鎮台配置から2年後の1873年（明治6年）1月、鎮台条例改定による。第3師管は、東京鎮台の第1軍管の下に置かれた3つの師管の一つとして設けられた。新潟県の新潟を営所として、その地名から新潟師管とも呼ばれた。新潟の本営には歩兵第8大隊が入った。新潟のほかに、高田、高崎にも営所が置かれた。
翌1874年（明治7年）10月に師管の本営は高崎に移された。
鎮台条例は師管ごとに歩兵1連隊を置くことを定めており、1874年（明治7年）11月13日に東京鎮台の歩兵第8大隊と第9大隊を隷下において、歩兵第3連隊が新設された。当時は県がしきりに改廃されていたこともあり、師管の範囲は令制国で示され、越後国・佐渡国・上野国・下野国西部・信濃国北部である。現在の県にあてはめると新潟県、群馬県の全域、栃木県西部、長野県北部にまたがる。
1873年1月 - 1885年5月の管区
- 第1軍管
  - 第1師管（東京師管）
  - 第2師管（佐倉師管）
  - 第3師管（新潟師管、高崎師管）

### 東北地方南部と新潟県。歩兵第3旅団 (1885 - 1888)
1885年5月18日制定・公布の太政官第21号で鎮台条例の改正があり、第1鎮台は師管を3から2に減らされた。第3師管が削減対象となり、3以上の師管番号がふりなおされた。新しい第3師管は第4師管とともに第2軍管に属し、東北地方の北半分が第4師管、南半分と新潟県が第3師管になった。
鎮台条例の七軍管疆域表に定められた第3師管の管国郡区は、陸前国の仙台区と名取・柴田2郡、磐城国、岩代国、羽前国、越後国、佐渡国である。現在の地理区分にあてはめると、宮城県では現在の仙台市の南半分に中心部を付け加えた地域以南が第3師管で、それより北、県の面積の約3分の2が第4師管に属した。山形県はほとんどが第3師管だが、現在の酒田市の最上川以北と飽海郡が第4師管に属した。
第3師管の営所は、東北鎮台の所在地である仙台で、新潟県の新発田に分営を置いた。歩兵第4連隊が仙台、歩兵第16連隊が新発田である。それぞれ仙台城と新発田城に兵営を構えた。第3師管に対応するのは歩兵第3旅団だが、鎮台条例では、鎮台所在地の師管は鎮台が直接管轄することになっており、師管に対する旅団長の独自権限はなかった。
1885年5月 - 1888年4月30日 の管区
- 第2軍管
  - 第3師管
  - 第4師管

### 軍管から師管へ
1888年に、鎮台が廃止されて師団制が施行されることになり、陸軍管区は軍管 - 師管の2階層から師管 - 旅管 -大隊区の3階層に変わった。地域区分では、従来の軍管が同じ番号の師管に引き継がれ、従来の師管は同じ番号の旅管に引き継がれた。そこで、従来の第3師管は新しい第3旅管に引き継がれ、従来の第3軍管が新しい第3師管に引き継がれることになった。
新しい第3旅管は、第2師管のもとで東北地方南部と新潟県を範囲としたが、北隣の第4旅管との境界は変更された。山形県は全部が第4旅管に入り、宮城県の大部分が第3旅管になった。宮城県のうち第4旅管に入ったのは、登米郡・本吉郡・栗原郡の北部3郡である。
古い第3軍管は名古屋鎮台の管区で、おおよそ現在の中部地方を管区とした。中部地方との違いは、東では山梨県・長野県北部・新潟県が隣の第1軍管にあること、西では伊賀地方を除く三重県が第3軍管にあること、そして福井県の若狭3郡が隣の第4軍管にあることである。これが新しい第3師管になると、西の境界はそのままで、東で長野県全体が第1師管に移った。

## 師団制の第3師管

### 師管と師団の関係
師団制の師管は、同じ番号の師団のための徴兵と密接に結びついており、第3師団の兵士は第3師管に戸籍を持つ男子から徴集された。また、第3師管から徴兵された兵士は第3師団に入るのが原則であったが、これにはいくつか例外がある。まず、独自の師管を持たない近衛師団には、全国の師管から兵士が送られた。また、朝鮮、台湾の植民地に常駐する部隊にも内地の師管が兵卒が送られた。時には、人口が少ない師管にある師団にも融通された。一例として1921年（大正10年）に第3師管で徴集する兵卒の配分計画を見ると、第3師団に5998人、朝鮮の第19師団に1103人、愛知県豊橋の第15師団に759人、近衛師団に179人が割り当てられていた。
師管はまた国内反乱鎮圧と、外国の侵攻に対して出動する師団の担任地域でもある。名古屋を含む東海地方は、それ自体としての軍事的重要性は低かったが、外国軍が東京攻撃のために上陸する可能性がある地として駿河湾も考えられてはいた。

### 愛知県・静岡県・岐阜県・富山県・石川県・福井県の大部分・三重県の大部分 (1888 - 1896)
師団制発足時の6つの師管は、1888年5月に明治21年勅令第32号で制定された陸軍管区表で設けられた。第3師管は、愛知県・静岡県・岐阜県・富山県・石川県の全域と、三重県のうち伊賀国にあたる4郡（阿拝郡・山田郡・伊賀郡・名張郡）を除く大部分、福井県のうち若狭国にあたる3郡（三方郡・遠敷郡・大飯郡）を除く大部分である。名古屋に司令部を置く第3師団が管轄した。師管は南北二つの旅管に分けられ、南が第5旅管、北が第6旅管である。
1888年5月14日 - 1896年4月1日の管区
- 第3師管
  - 第5旅管
    - 名古屋大隊区
    - 津大隊区
    - 豊橋大隊区
    - 静岡大隊区

  - 第6旅管
    - 金沢大隊区
    - 富山大隊区
    - 岐阜大隊区
    - 福井大隊区

### 愛知県の大部分・静岡県・三重県の大部分 (1896 - 1898)
1896年の6個師団増設にともない、明治29年3月14日勅令第24号で、陸軍管区表が改定された。第3師管は南北2つに分かれ、北半分が第9師管、南半分が引き続き第3師管となった。愛知県の大部分、静岡県、伊賀を除く三重県が第3師管の範囲である。第3師管に入らなかった愛知県の一部とは、西春日井郡・東春日井郡・丹羽郡・中島郡・葉栗郡で、愛知県の北西部にあたる。このとき、旅管が廃止され、大隊区は連隊区に昇格した。別の見方をすると、旧第5旅管が第3師管を引き継ぎ、旧第6旅管が第9師管に昇格した、とも言える。
1896年4月1日 - 1903年2月13日の管区
- 第3師管
  - 名古屋連隊区
  - 津連隊区
  - 豊橋連隊区
  - 静岡連隊区

### 愛知県・静岡県・三重県の大部分 (1898 - 1907)
1898年（明治31年）3月5日制定、8日公布、4月1日施行の明治31年勅令第34号により、陸軍管区表が改定された。第9師管に属していた愛知県の一部が第3師管に移された。これにより、愛知県の全体が第3師管に属することになった
1903年（明治36年）の改定で、旅管が復活した。第3師管の下には第5旅管と第15旅管が置かれた。このとき師管の境界には変更がなかった。
1903年2月14日 - 1907年9月以降の管区
- 第3師管
  - 第3旅管
    - 名古屋連隊区
    - 津連隊区

  - 第15旅管
    - 豊橋連隊区
    - 静岡連隊区

### 愛知県西部・三重県の大部分・岐阜県の大部分 (1907 - 1925)
1907年にさらに6個師団が増えることになると、その9月17日制定、翌18日公布の明治40年軍令陸第3号による陸軍管区表改定で、師管の区割りが大きく変更された。愛知県の東部、三河国にあたる地域の豊橋に新設の第15師団が置かれたため、三河地方と静岡県が第15師管に分けられた。かわりに岐阜県の大部分、美濃国にあたる地域が第9師管から第3師管に移った。豊橋と静岡の連隊区は第15師管の下に移った。かわりに第9師管から岐阜連隊区を受けとり、さらに三重県に桑名連隊区を新設した。
1907年9月以降 - 1924年5月6日の管区
- 第3師管
  - 第5旅管
    - 名古屋連隊区
    - 岐阜連隊区

  - 第30旅管
    - 桑名連隊区
    - 津連隊区

1924年に、大正13年軍令陸第5号（5月5日制定、7日公布）の陸軍管区表改定により、旅管が廃止された。
1924年5月7日 - 1925年4月30日の管区
- 第3師管
  - 名古屋連隊区
  - 岐阜連隊区
  - 桑名連隊区
  - 津連隊区

### 愛知県・静岡県・岐阜県の南東部 (1925 - 1940)
1925年の宇垣軍縮で陸軍は4個師団を削減を決めた。これにあわせて大正14年軍令陸第2号（4月6日制定、8日公布、5月1日施行）の陸軍管区表が改定された。この改革で豊橋の第15師管は廃止になり、愛知県西部と静岡県が第3師管に戻った。その代わりに岐阜県の南西部を第9師管に譲り、三重県全部を京都の第16師管に移した。新しい第3師管の範囲は、愛知県、静岡県と、岐阜県のうち岐阜市と10郡（稲葉郡・本巣郡・山県郡・武儀郡・羽島郡・郡上郡・加茂郡・可児郡・土岐郡・恵那郡）である。飛騨地方と大垣市を中心とした美濃の西部5郡は第9師管にとどまった。その結果、豊橋連隊区と静岡連隊区が第15師管から第3師管に入り、津連隊区が第16師管に移され、桑名連隊区は廃止になった。
1925年5月1日 - 1940年7月31日の管区
- 第3師管
  - 名古屋連隊区
  - 岐阜連隊区
  - 豊橋連隊区
  - 静岡連隊区

## 改称と廃止
太平洋戦争がはじまった次の年の1940年、昭和15年軍令陸第20号（7月24日制定、26日公布、8月1日施行）で、陸軍管区表が改定された。全国の師管は軍管区の下に入って地名を名前に冠することになった。第3師管は名古屋師管と改称し、中部軍管区の下に置かれた。
名古屋師管はこの後、1942年4月に愛知・静岡・岐阜の3県にまとめ直され、1945年（昭和20年）4月1日に名古屋師管区と改称した。